# Qazaqstan Superkubogy 2025
La Qazaqstan Superkubogy 2025 è stata la diciottesima edizione della Supercoppa kazaka di calcio, svoltasi all'Astana Arena di Astana tra Qairat, vincitore del campionato, e Aqtöbe, vincitore della coppa nazionale.
Il Qairat si è aggiudicato il trofeo per la terza volta nella sua storia, battendo l'Aqtöbe per due a zero.

## Tabellino
| Arbitro: | Karabaev |

|                               |           |  |
| Élder Santana 58’ Hramyka 87’ | Marcatori |  |